# Болоњска школа
Болоњска школа или школа Болоње у сликарству процветала је у Болоњи, главном граду Емили Ромањ, између 16. и 17. века у Италији и надметала се са Фиренцом и Римом као центрима сликарства. У њене најважније представнике спадају породица Карачи, укључујући Лудовика Карачија и његова два нећака, браћу Агостина Карачија и Анибалеа Карачија. Касније су јој припадали и други истакнути сликари барока: Доменикино и Ланфранко, активни већином у Риму, на крају Гверчино и Гвидо Рени, и Академија дегли Инкаминати у Болоњи, коју је водио Лодовико Карачи. Одређени уметнички споразуми, који су временом постали традиционалистички, развили су се у Риму током прве деценије 16. века. Како је време пролазило, неки уметници тражили су нове приступе свом раду који више нису одражавали само римски манир. Студио Карачија трагао је за иновацијама или изумима, тражећи нове начине да се отргне од традиционалних облика сликања док је наставио тражити надахнуће у књижевним савременицима; тај студио формулисао је стил који се разликовао од признатих манира уметности свог времена. Тај стил посматран је уједно као систематичан и имитативан, позајмљујући специфичне мотиве од прошлих римских школа уметности и иновирајући модернистички приступ.

## Попис уметника

### Период активности: 1501—1600.
- Amico Aspertini (1474—1552)
- Girolamo da Treviso (1497—1544)
- Pier Maria Pennacchi (1464- before 1516)
- Girolamo da Carpi (1501—1556)
- Lorenzo Sabbatini (c. 1530 — 1576)
- Denys Calvaert (1540—1619)
- Pietro Faccini (1552—1614)
- Prospero Fontana (1512—1597)
- Lavinia Fontana (1552—1614)
- Giovanni Francesco Bezzi (Nosadella) (1530—1571)
- Bartolomeo Passerotti (1529—1592)
- Bartolomeo Cesi (1556—1629)
- Annibale Carracci (1560—1609)
- Ludovico Carracci (1555—1619)
- Agostino Carracci (1557—1602)
- Carlo Bononi (1569 — c. 1632)
- Sisto Badalocchio (1581 — c. 1647)
- Camillo Procaccini (1551—1629)

### 1601—1650.
- Angelo Michele Toni
- Benedetto Gennari
- Guido Reni (1575—1642)
- Domenichino (1581—1641)
- Francesco Albani (1578—1660)
- Giovanni Francesco Barbieri (Guercino) (1591—1666)
- Lionello Spada
- Lucio Massari
- Francesco Brizio
- Giacomo Cavedone
- Bartolomeo Schedoni
- Francesco Gessi (1558—1649)
- Simone Cantarini (Il Pesarese) (1612—1648)
- Carlo Cignani (1628—1719)
- Giovanni Antonio Burrini
- Giovanni Gioseffo dal Sole
- Lorenzo Pasinelli (1629—1772)
- Elisabetta Sirani (1638—1665)
- Marcantonio Franceschini
- Guido Cagnacci (1601—1663)
- Giuseppe Maria Mazza (sculptor, 1653-1741)
- Lorenzo Garbieri (1580—1654)
- Domenico Maria Canuti (1620—1660)
- Angelo Michele Colonna (1604—1687)
- Agostino Mitelli (1609—1660).
- Enrico Haffner (1640—1702)
- Giovannni Maria Bibiena
- Giovan Giacomo Monti
- Giovanni Battista Viola
- Alessandro Tiarini
- Giovanni Andrea Donducci (il Mastelletta)

### 1650—1700. и касније
- Giuseppe Maria Crespi (1665—1747)
- Ubaldo Gandolfi